# Manuel Sirgo
Manuel Sirgo González (Valladolid, España, 1965) es director, productor, dibujante de animación y profesor docente en universidades y centros audiovisuales. Miembro de la Academia de Cine desde 2002, en 1997 fundó la productora 12 Pingüinos S.L., a través de la cual ha conseguido multitud de premios cinematográficos. Destacan entre ellos dos premios Premios Goya. En 2002 recibió El Goya Mejor cortometraje de animación por “Pollo” y en 2019 Mejor cortometraje de animación gracias a Cazatalentos. 

## Biografía
Empezó sus trabajos como ilustrador en 1982,comenzó su carrera cinematográfica en los estudios Cruz Delgado como aprendiz en el largometraje los viajes de Gulliver,continuo colaborando como dibujante de animación para diferentes productoras nacionales e internacionales, incluyendo Hanna-Barnera (The Jetsons, The Smurfs), Los Trotamúsicos, Walt Disney (Duck Tales Movie, Phineas & Ferb), Warner Bros (Batman), T.V.E. (Vicky, Pero esto que es), Cromosoma (Las Tres Mellizas, Juanito Jones), Cosgrove-Hall (Duckula, Penguis Avengers) o Nelvana (Babar). Realizó diversas colaboraciones como dibujante de cómics e ilustrador en revistas como Zine-Zine y Saltamontes.
Asimismo, ha trabajado como colaborador y productor en numerosas campañas publicitarias (Chupa Chups, Danone,Boskys de Pascual, Orlando, Kalipse-Menorquina, Parque Temático Warner Bros…). 
En 1997 funda la empresa 12 pingüinos S.L., dedicada a la prestación de servicios de animación a prestigiosas productoras como Walt Disney, Cromosoma, Cartoon Network, Warner BROS, TVE, Tons Of Toons y Revuelta 10. 
En 1994, además, empieza sus andaduras como docente en las artes cinematográficas de animación, prestando servicio, entre otros, en el centro San Estanislao de Kosca, la facultad de Bellas Artes de la Universidad Complutense de Madrid, institutos audiovisuales comunidad de Madrid o la Universidad ESNE. 
A ejercido como director y profesor del Título  de Cine de Animación de ESNE UDIT durante 10 años.
Actualmente es director delegado de la escuela universitaria L´idem Madrid.

## Premios y reconocimientos
- I Premio de cortometrajes Miguel Porter y Moix (mayo del 2001)

Mejor Cortometraje de Animación por Pollo
- XIII Maratón de cine fantástico y de terror de Sants

Mejor Cortometraje de Animación por Pollo 
- Premio Goya (19 de enero de 2002, Madrid)

Mejor Cortometraje de Animación por Pollo
- MACCA – IV Muestra de cortometrajes y II muestra de animación (2003, Girona)

Mejor Cortometraje de Animación por Pollo
- Fenaco Perú (2008)

Mejor Cortometraje de Animación Internacional por Kuri
- IX Festival internacional de cortometrajes de Torrelavega (mayo de 2008, Cantabria)

Accésit categoría de Animación por Kuri
- VI Premio internacional de cortometrajes de la universidad de La Laguna (diciembre de 2008, Tenerife)

Accésit por Kuri  , 
- SICAF – XIII Festival internacional de dibujos y animación de Seúl  (2009, Corea del Sur)

Accésit y proyección especial por Kuri
- II Festival internacional pilas en corto (2010, Andalucía)

Mejor Cortometraje de Animación por Clicks
- Premio Goya (2 de febrero de 2019, Sevilla)

Mejor Cortometraje de Animación por Cazatalentos